# Viva la vie
Pour les articles homonymes, voir Vive la vie (homonymie).
Pour plus de détails, voir Fiche technique et Distribution.
Viva la vie est un film français de Claude Lelouch sorti en 1984.

## Synopsis
Michel Perrin, important industriel, et Sarah Gaucher, comédienne renommée, n'ont a priori rien en commun... et pourtant, ils disparaissent mystérieusement tous les deux le même jour, à la même heure. Et, surtout, réapparaissent trois jours plus tard comme si rien ne s'était passé ! Ce qui pourrait sembler n'être qu'une troublante coïncidence, mais le phénomène se reproduit à l'identique peu de temps après...

## Fiche technique
Sauf indication contraire, les informations mentionnées dans cette section peuvent être confirmées par la base de données cinématographiques IMDb,  présente dans la section « Liens externes ».
- Titre original : Viva la vie
- Réalisation : Claude Lelouch, assisté d'Alain Maline et Michel Béna
- Scénario : Claude Lelouch, Jérôme Tonnerre
- Décors : Jacques Bufnoir
- Costumes : Catherine Leterrier
- Photographie : Bernard Lutic
- Son : Harrick Maury
- Montage : Hugues Darmois, Pauline Leroy
- Musique : Didier Barbelivien
- Production exécutive : Tania Zazulinsky
- Société de production : Top n°1 Productions, Les Films 13, UGC Images
- Société de distribution : UGC
- Pays d'origine :  France
- Langue originale : français
- Format : couleur (Eastmancolor) — 35 mm — 2,35:1 — Dolby
- Genre : comédie dramatique, science-fiction
- Durée : 110 minutes
- Date de sortie : 18 avril 1984 (France)

## Distribution
- Michel Piccoli : Michel Perrin
- Charlotte Rampling : Catherine Perrin
- Laurent Malet : Laurent Perrin
- Jean-Louis Trintignant : François Gaucher
- Évelyne Bouix : Sarah Gaucher
- Charles Aznavour : Édouard Takvorian
- Tanya Lopert : Julia
- Raymond Pellegrin : commissaire Barret / Georges
- Serge Riaboukine : un inspecteur
- Charles Gérard : Charles
- Anouk Aimée : Anouk
- Myriam Boyer : Pauline
- Pascale Pellegrin : l'épouse de Laurent
- Patrick Depeyrrat : le chauffeur de taxi
- Maryline Even : un témoin des OVNI
- Philippe Laudenbach : professeur Sternberg
- Denis Lavant : le livreur de caviar
- Martin Lamotte : le journaliste TV
- Ged Marlon : l'entrepreneur
- Mado Maurin : la mère de François
- Jacques Nolot : l'inspecteur
- Pascale Pellegrin : Claire
- Claude Lelouch : lui-même
- Didier Barbelivien : lui-même

## Bande originale
Pour accompagner le film, Lelouch a fait appel à Didier Barbelivien, qui a composé une BO de musique électronique contemporaine. L'album officiel comporte 7 pistes.
| 1. | Viva La Vie                        | 7:40 |
| 2. | A E I O U                          | 2:47 |
| 3. | Séraphin                           | 0:47 |
| 4. | De l'un à l'autre                  | 2:15 |
| 5. | Concerto pour voyelles             | 2:16 |
| 6. | Le rêve de Sarah                   | 2:27 |
| 7. | Concerto pour une guerre nucléaire | 5:25 |
| 8. | La boule noire                     | 6:06 |

## À noter
- Le film s'ouvre avec une entrevue radiophonique de Claude Lelouch demandant expressément aux spectateurs de ne pas révéler la fin du film.